# Мотузенко, Александр Алексеевич
Александр Алексеевич Мотузенко (11 июля 1967, Черкассы, Украинская ССР, СССР) — советский и украинский гребец на байдарке, заслуженный мастер спорта СССР (1989). Трёхкратный чемпион мира, серебряный призёр Олимпийских игр в Сеуле. Чемпион СССР 1986—1988.

## Биография
В 11 лет занялся греблей на байдарке. В 20 лет стал чемпионом мира. Окончил Черкасский пединститут.